# Клисман, Густаво
Густаво Клисман Димараес Миранда (порт.-браз. Gustavo Klismahn Dimaraes Miranda; род. 23 ноября 1999, Сантана-ду-Арагуая, Пара) — бразильский футболист, полузащитник клуба «Санта-Клара».

## Клубная карьера
Клисман — воспитанник клубов «Деспортиво Бразил» и португальского «Эшторил-Прая». В 2021 году игрок подписал контракт с «Алверкой», в составе которой дебютировал в том же году в Третьем дивизионе Португалии. В 2022 году Густаво перешёл в «Портимоненсе». 27 августа в матче против «Маритиму» он дебютировал в Сангриш лиге. Летом 2023 года Клисман на правах аренды перешёл в «Санта-Клару». 16 августа в матче против «Торренсе» он дебютировал в Сегунда лиге. 11 января 2024 года в поединке против Кубка Португалии против «Насьонал Фуншал» Густаво забил свой первый гол за «Санта-Клару». 